# پائولینیو سرسیوما
پائولینیو سرسیوما (به پرتغالی: Paulo Roberto Rocha) مربی (ورزش) (Former مهاجم) اهل برزیل است که در شهر کریسیوما، سانتا کاتارینا  و در تاریخ ۳۰ اوت ۱۹۶۱ به دنیا آمده‌است.
پائولینیو سرسیوما در تیم‌های فوتبال Criciúma سابقهٔ حضور دارد.